# Mimleucania perstriata
Mimleucania perstriata är en fjärilsart som beskrevs av George Francis Hampson 1909. Mimleucania perstriata ingår i släktet Mimleucania och familjen nattflyn. Inga underarter finns listade i Catalogue of Life.